# Bojkî, Iahotîn
Bojkî (în ucraineană Божки) este un sat în comuna Sulîmivka din raionul Iahotîn, regiunea Kiev, Ucraina.

## Demografie
Componența lingvistică a localității Bojkî
     Ucraineană (96,77%)
     Rusă (1,61%)
     Belarusă (1,61%)
Conform recensământului din 2001, majoritatea populației localității Bojkî era vorbitoare de ucraineană (96,77%), existând în minoritate și vorbitori de rusă (1,61%) și belarusă (1,61%).